# Boettgers dwergklauwkikker
Boettgers dwergklauwkikker (Hymenochirus boettgeri) is een kikker die behoort tot de tongloze kikkers (Pipidae), een familie van vrijwel aquatische kikkers. De soort werd voor het eerst wetenschappelijk beschreven door Gustav Tornier in 1896. Oorspronkelijk werd de wetenschappelijke naam Xenopus boettgeri gebruikt.
Deze soort behoort tot de dwergklauwkikkers uit het geslacht Hymenochirus en is geheel aquatisch. De soort lijkt qua gedrag en uiterlijk sterk op de klauwkikker (Xenopus laevis), maar is veel kleiner. Het zichtvermogen is slecht, de kikker is meestal 's nachts actief. Boettgers dwergklauwkikker is geliefd bij vele tropisch aquariumliefhebbers, omdat het dier makkelijk te verzorgen is, de vissen met rust laat en een actief gedrag vertoont.

## Uiterlijke kenmerken
De dwergklauwkikker is bruingrijs en bedekt met donkerbruine stippen en wratten op de rug en een vuilwitte buik. Het mannetje wordt 3 tot 3,5 cm groot, het vrouwtje 4 tot 4,5 cm. Ze hebben zwemvliezen tussen tenen en vingers, klauwtjes aan drie tenen en een kleine puntige kop.

## Verspreidingsgebied en habitat
Boettgers dwergklauwkikker komt voor in delen van West-Afrika. De habitat bestaat uit tropische poelen, vijvers en plassen met veel begroeiing en zacht, lichtzuur tot neutraal water.

## Voortplanting
Tijdens de paarpogingen maken de mannetjes een zacht klikkend of zoemend geluid (geluidsfragment). Na een paringsdans van het mannetje worden de eieren, terwijl de dieren in amplexus even op de kop zwemmen, aan het oppervlak afgezet. Na een uur zijn honderd tot tweehonderd bruine eitjes afgezet. Dwergklauwkkikkers eten de eieren van andere dwergklauwkikkers op, maar ook de eigen eieren worden gegeten. De eieren komen onder gunstige omstandigheden na twee dagen uit. De vier millimeter lange larven zwemmen de eerste dagen aan het oppervlak rond op zoek naar eencellige diertjes. De metamorfose begint zodra ze 1,5 cm lang zijn en is afgerond na 5 tot 8 weken. Ze zijn na 12 tot 18 maanden geslachtsrijp.

## Verzorging
Het is belangrijk om een dwergklauwkikker regelmatig ontdooid of levend voer te geven, zoals rode muggenlarven of watervlooien. Droogvoer eten ze ook, maar dit alleen als aanvulling op hun vaste dieet. Toch moet ervoor gewaakt worden dat ze niet te dik worden omdat ze dan moeite kunnen krijgen om het wateroppervlak te bereiken voor zuurstofinname. Om dezelfde reden mag het water niet dieper zijn dan 30 centimeter.
Dwergklauwkikkers zijn probleemloos te combineren met kleine vissen zoals de neontetra, maar een combinatie met bijvoorbeeld een vuurstaartlabeo (Labeo bicolor) is ongelukkig. De vuurstaartlabeo wordt erg groot door het voer en heeft de sterke neiging om andere aquariumbewoners te verjagen. Dwergklauwkikkers hebben een schuilplaats nodig en hangen graag enige tijd in planten. Het is belangrijk om te weten dat ze vervellen.